# Leszek Dobosz
Leszek Dobosz (ur. 7 lutego 1943 w Zalesiu) – filmowiec amator, członek Twórczego Klubu Filmowego Kineskop (AKF-u Kineskop) i przez wiele lat jego filar organizacyjno-administracyjny, zasiadał także w Federacji Amatorskich Klubów Filmowych. Laureat kursu realizatorów filmów technicznych na taśmie 16 mm, zdobył uprawnienia instruktorskie w zakresie filmu. Wieloletni pracownik Instytutu Przemysłu Fermentacyjnego. 
Realizował filmy dokumentalne i reportaże, w których ukazywał życie młodzieży, przeobrażenia Warszawy w latach 70. oraz tematy zaangażowane społecznie, przede wszystkim skupiając się na przedstawieniu codzienności osób starszych i ich problemów (za co został odznaczony srebrną odznaką Polskiego Komitetu Pomocy Społecznej). Samodzielnie zrealizował m.in. krótkometrażowe filmy „Blaski i cienie kultury”, „Jesień życia”, był współautorem filmów „Warszawskie Spotkanie Przyjaźni”, „Kilka dni lata”. A także operatorem filmu Jerzego Bogajewicza „Po prostu”, w którym debiutowali Dorota Stalińska i Krzysztof Kołbasiuk. Film otrzymał II nagrodę na 21 Ogólnopolskim Konkursie Filmów Amatorskich w 1974 roku.